# Marie Rose Chambenoit
Marie Rose Charlotte Chambenoit, coniugata Dessineau (Joué-lès-Tours, 23 gennaio 1929 – Tours, 24 agosto 2019), è stata una cestista francese.

## Carriera
Con la Francia ha disputato i Campionati europei del 1952, segnando 10 punti in 5 partite.